# برات جیمشیتی
برات جیمسیتی (آلبانیایی: Berat Ridvan Gjimshiti؛ زادهٔ ۱۹ فوریهٔ ۱۹۹۳) بازیکن فوتبال اهل سوئیس است که برای باشگاه آتالانتا بازی می‌کند.
وی همچنین در تیم ملی فوتبال آلبانی بازی کرده‌است.